# Alichino
Alichino (jap. アリキーノ) ist ein Manga von Kōyu Shurei aus dem Jahr 1998. Das dreiteilige, nicht abgeschlossene Werk wurde in mehrere Sprachen übersetzt und lässt sich in die Genre Drama, Fantasy und Mystery einordnen.

## Inhalt

### Alichino und die Kraft der Verbindung
Die Titel gebenden Alichino sind Wesen, die Menschen einen Wunsch erfüllen und im Austausch dafür deren Seele fordern. Die Seelenfresser jagen daher Menschen und bieten ihnen die Erfüllung ihrer Wünsche an, auch wenn diesen die Folgen nicht klar sind.
Menschen mit besonders reiner Seele sind besonders wertvoll für die Alichino, aber auch die einzigen, die durch ihre Kraft der Verbindung Alichino töten können. Daher werden diese Menschen in besonderer Weise von den Alichino gejagt und Angehörige oft getötet, was viele Menschen dazu veranlasst, Kinder mit besonders reinen Seelen zu opfern, um Gefahr abzuwenden.

### Handlung
Der erste Handlungsabschnitt beschäftigt sich mit der Geschichte des jungen Tsugiri. Tsugiri weiß um das dunkle Geheimnis der Alichino und verabscheut sie deswegen. Dennoch lebt er mit dem Menschen Enju und der Alichino Myobi in Gestalt einer Eule zusammen in einem einsamen Haus.
Tsugiri ist ein Mensch mit der Kraft der Verbindung. Als solcher sollte er geopfert werden, doch seine Mutter versteckte ihn. Doch die Menschen um ihn starben und bald wurde er gehasst. Nur Hyura, der den kleinen Jungen lieb gewonnen hatte, hielt zu ihm. Eines Tages wurde schließlich auch Tsugiris Mutter getötet und die Menschen lieferten ihn an die Alichino aus. Hyura, sein Freund, kam ihm nicht zu Hilfe und er wäre gestorben, wäre nicht Ryoko gekommen und hätte ihn gerettet.
Von dieser Vergangenheit weiß der Junge zunächst nichts. Als aber eines Tages ein Mädchen kommt, das Alichino sucht, um ihren Bruder zu retten, verhindert Tsugiri, dass sie einen Pakt mit einem Alichino eingeht. Auf diese Weise von den Alichino wiederentdeckt, wird er fortan gejagt und Myobi kann Tsugiri nur mit Ryokos Hilfe beschützen. Dieser ist zwar ein Mensch, hat aber einen Pakt mit Myobi geschlossen: sie teilen sich ihr Leben. Als Ryoko auf diese Weise wieder in Tsugiris Leben tritt, muss dieser sich mit seiner Ablehnung gegenüber Alichino neu auseinandersetzen. Vor allem, weil kurz darauf sein Beschützer Enju von der Alichino Matsurika entführt wird und Tsugiri nun mit Ryoko und Myobi zusammenarbeiten muss.
Der Zweite Handlungsteil verrät dem Leser mehr über Ryoko. Im Zuge der Suche nach Matsurika, treffen Tsugiri und Ryoko auf einen Alichino, der von den Bewohnern eines Dorfes geliebt und dort willkommen ist. Unterdessen hat Matsurika Enju zu ihrem Meister Roshoki gebracht. In einer Stadt sieht Ryoko einen tot geglaubten Freund, Hibiki, wieder. Dieser wird von Matsurika kontrolliert und es kommt zum Kampf. Als Tsugiri Hibikis Stimme in seinem Kopf hört, erfährt er von Ryokos Vergangenheit. Dieser führte ein normales Leben wie Hibiki und dessen Frau Aniya, bis Myobi auftauchte und ihm vorschlug, sich mit ihm zu vereinigen. Ryoko wollte die beiden verlassen, da er Angst um ihr Leben hatte. Doch Matsurika tauchte plötzlich auf, tötete Aniya und verschleppte Hibiki. Daraufhin ging Ryoko den Pakt mit Myobi ein, um Matsurika zu töten.
Nachdem Hibiki besiegt werden konnte, lässt Matsurika Hyura, Tsugiris Freund aus Kindertagen, als Marionette gegen sie antreten.

## Veröffentlichung
Alichino erschien von November 1998 bis Mai 2001 im japanischen Magazin Comic Eyes des Verlags Shūeisha. Als das Magazin 2001 eingestellt wurde, wurde auch die Serie abgebrochen. Alichino erschien auch in drei Sammelbänden.
Der Manga wurde auf Englisch in Nordamerika und Australien veröffentlicht und erschien in Frankreich und Italien. Die Serie erschien in Deutschland 2004 und 2005 beim Carlsen Verlag. Die Übersetzung stammt von Claudia Peter.

## Rezeption
Laut Christel Scheja von Splashcomics besitzt der Manga eine komplexe mystische Geschichte und erfordert viel Aufmerksamkeit beim Lesen. Die Zeichnungen lüden zum Verweilen ein, Action finde sich jedoch nicht. Das Werk sei vor allem für Fans düster-romantischer Geschichten gemacht.